# Rojos de Caborca
Los Rojos de Caborca es un equipo de béisbol que compite en la Liga Norte de México y que participó en la Liga Norte de Sonora con sede en Caborca, Sonora, México.

## Historia
Fue fundado en el año de 1948. Es uno de los equipos de mayor tradición en la liga. Ha ganado tres campeonatos de la LNS y uno de la LNM, y juega en el Estadio Héroes de Caborca el cual tiene una capacidad para 5,000 personas.
Actualmente es sucursal de los equipos Algodoneros de Unión Laguna y Leones de Yucatán de la Liga Mexicana de Béisbol.

## Jugadores

### Roster actual
| Lanzadores: - 1 Ernesto Vizcarra - 36 César Cebreros - 17 José Mario Meza - 26 Riky Peña - 37 Gabriel Nieblas - 32 Andrés Iván García - 30 Ramón Sauceda - -- Joseph Rogers - -- Daniel Pérez - -- Juan Gutiérrez - -- Yahir Elvira - -- Mario Zapari - -- Roberto Romo - -- Pedro Beltrán - -- Esmelvin Jiménez - -- Adrián Manzano Cuerpo Técnico: - -- Roberto Vizcarra (Mánager) - -- Yamstrenzky Fox - -- Salvador Garibay - -- Pedro Arangure - -- Arturo Cerno - -- Raúl Esteban Nuñez - -- Fco. Javier Candelario |  | Receptores: - 33 Alan Espinoza - 8 José Miguel Torres Jugadores de Cuadro: - -- Ansurio Hernández - -- Roberto Urías - -- Jeremy Acey - 29 Adán Velásquez - 23 Edson García - -- Francisco Lugo Jardineros: - -- César del Ángel - -- Oscar Ramírez - -- Sergio García - 21 Jason Bass |

### Jugadores destacados
Con los Rojos vieron acción peloteros tales como : Jasson Bass (campeón en HR), Jeremy Acey (campeón bat en AVG. CP.), Daniel Pérez (campeón pitcher).